# Sigurd Ry Andersen
Sigurd Ry Andersen (geboren am 22. März 1915 in Budolfi, Aalborg; gestorben am 22. Juni 2004 in Kopenhagen) war ein dänischer Mediziner, Pathologe und Professor auf dem Gebiet der Augenheilkunde.

## Leben
Ry Andersen war ein Sohn des Bankdirektors Christian Dithlev Andreas Andersen (1878–1960) und dessen Frau Helga Nicoline (geborene Larsen; 1881–1969). Er besuchte zunächst das Øregårds Gymnasium und begann 1933 ein Medizinstudium in Kopenhagen. Von 1937 bis 1938 war er Vorsitzender des Medizinstudentenrates. Später nutzte er die dort geknüpften Beziehungen beim Aufbau der Pathologischen und Ophthalmologischen Abteilung am Rigshospitalet (Reichskrankenhaus Kopenhagen). Er diente 1938 als Offizier in der dänischen Armee.
Im Jahr 1941 legte er an der Universität Kopenhagen seine medizinische Prüfung ab und absolvierte in den folgenden 17 Jahren eine fundierte Ausbildung in Chirurgie, Medizin, Röntgendiagnostik und Therapie. Ry Andersen arbeitete zunächst in der Radium-Station in Kopenhagen und begann dort eine Pathologieausbildung und seine Forschung über die Differenzierung und Strahlenwirkung eines transplantierbaren Mauskarzinoms. 1945 wechselte er in die Augenklinik des Sankt Elisabeths Hospitals. Er entschied sich nun eine Ausbildung zum Augenpathologen zu beginnen und nahm 1946 seine Arbeit in dem von Professor Henning Rønne (1878–1947) gegründeten ophthalmopathologischen Labor am Rigshospitalet auf. Trotz beengten Verhältnissen und einer schlechten finanziellen Lage, sowie mangelnder Unterstützung, gelang es ihm in Zusammenarbeit mit den Pathoanatomen ein richtiges Institut aufzubauen. 1949 verteidigte er seine Dissertation über Untersuchungen zur Differenzierung und morphologischen Veränderungen bei bösartigen Tumoren nach therapeutischer Bestrahlung mit Röntgenstrahlen und Radium an der Universität Kopenhagen. Er wurde 1950 Spezialist für Augenkrankheiten und 1956 für pathologische Anatomie. Er führte auch Untersuchungen an den Augen von Moorleichen durch.
Mit einem Lederle-Stipendium ausgestattet begab er sich 1958 für ein Jahr in die Vereinigten Staaten, um dort weitere Studien auf dem Gebiet der Pathologie und Differenzierung von Augentumoren durchzuführen. Bei seiner Rückkehr war sein Labor für Augenpathologie an das pathoanatomische Institut der Universität übertragen worden und Ry Anderson wurde 1959 zum Laborleiter ernannt. Die Arbeitsbedingungen verbesserten sich erst in den Jahren 1966 bis 1977, als neue Räumlichkeiten im Tagensvej-Abschnitt des Krankenhauses genutzt werden konnten und das Labor den Status einer eigenständigen Abteilung mit drei Vollzeitärzten erhielt. Seit 1972 leitete Ry Andersen diese Abteilung und war von 1979 bis 1982 dort Professor für Augenpathologie. Durch sein Engagement wurde eine klinische Tumorstation eingerichtet, in der Patienten aus ganz Dänemark aufgenommen wurden.

## Engagement (Auswahl)
- 1962–1963: Sekretär und 1975–1978 Präsident der European Ophthalmic Society
- 1967–1970: Vorsitzender der Danish Ophthalmological Society
- 1973–1975: Mitglied der Danish Soc. Path. Anatomy
- 1968–1980: Vorsitzender des Ausschusses zur Verhinderung von Blindheit

Er engagierte sich zudem für die WHO und die DANIDA (Danish International Development Agency). Seit 1950 war Ry Andersen Herausgeber der Zeitschrift Indica ophthalmologica.

## Familie
Ry Andersen heiratete am 27. Januar 1940 die Opernsängerin Monna Elisabeth (geborene Sjøreen; 19. März 1912 – 18. Januar 1996). Der gemeinsame Sohn Kim Ry Andersen wurde Musikmanager und Politiker und war von 1994 bis 2012 Geschäftsführer und stellvertretender Intendant der Dresdner Musikfestspiele.
Der Architekt und Maler Thorkil Ry Andersen war sein älterer Bruder.

## Schriften (Auswahl)
- Investigations into differentation and other morphological changes in malignant tumours following therapeutic irradiation wit X-rays and radium. 1949 (englisch, Hochschulschrift).
- mit E. Christensen: Primary Tumours of the Optic Nerve and Chiasma. In: Acta Psychiat. Neurol. 27, 1952, S. 5–16.
- mit Olga Litriĉin, Leslie H. Sobin: Typologia histologica WHO tumorum oculi eiusque adnexorum Latine reddita numerisque disposita (= Acta pathologica, microbiologica et immunologica Scandinavica. Supplement 280, Sect. A). Munksgaard, Kopenhagen 1982, ISBN 87-16-09415-8.
- mit P. Geertinger: Bog Bodies in the Light of Forensic Medicine. In: Journal of Danish Archaeology. 3, 1984, S. 111–119.
- Ophthalmopathologische Befunde bei Moorleichen. In: Klinische Monatsblätter für Augenheilkunde. Band 197, Nr. 2, ISSN 0023-2165, S. 187–190.
- The eye and its diseases in antiquity. A compilation based on finds from ancient times. In: Acta Ophthalmologica. Supplement 213, 1994, S. 9–123, PMID 7881329.
- The history of the Ophthalmological Society of Copenhagen 1900–50. In: Acta Ophthalmologica Scandinavica. Supplement 234, 2002, ISSN 1395-3931, S. 6–17, doi:10.1034/j.1600-0420.80.s234.2.x, PMID 12082979.
- Features of the development of a welfare system for visually disabled people in Denmark. In: Acta Ophthalmologica Scandinavica. Band 82, Nr. 1, 23. Januar 2004, ISSN 1600-0420, S. 5–12, doi:10.1111/j.1395-3907.2004.00220.x.